# 王之誥
王之誥（1512年—1590年），字告若，號西石，湖廣荊州府石首縣（今湖北省石首市）人，軍籍，明朝政治人物。嘉靖甲辰進士，官至刑部尚書。

## 生平
嘉靖二十二年（1543年）癸卯科湖廣鄉試第七十六名舉人。嘉靖二十三年（1544年）中式甲辰科會試第二百九十四名，登第三甲第一百四十三名進士。授江西吉水縣知縣，升戶部主事，三十年二月与周俶往南直隶、浙江查摧积逋。改兵部主事，升員外郎，出為河南僉事，三十二年九月九月剿平强贼师尚诏有功，轉任河南參議，調山西左參議，三十七年三月升按察司副使，接替薛騰蛟任大同兵備副使。三十九年七月因戰功再次增俸一級，進為山西右參政。四十一年九月升都察院右僉都御史，巡撫遼東，並在大興屯田。四十三年十一月召為兵部右侍郎，四十五年閏十月升本部左侍郎兼右佥都御史、总督宣大山西军务兼理粮饷。
隆慶元年（1567年）加升右都御史，率兵與俺答汗交戰，因石州淪陷，王之誥以還守南山，只是降秩二级。二年三月以兵部左侍郎兼右佥都御史，巡视山西宣大蓟辽保定等处边务，五月以疾乞休，令回籍调理。三年四月起复兵部左侍郎、协理京营戎政，四年正月升都察院右都御史兼兵部左侍郎、总督陕西三边军务，隆慶四年（1570年）十二月升任南京兵部尚書、參贊機務，五年七月到任，神宗即位，六年七月改為刑部尚書，萬曆三年三月乞假奉母歸乡，九月以养亲致仕。卒贈太子太保。

## 家族
曾祖王俸，七品散官；祖父王伯載；父王芳，同知。母曾氏。慈侍下。兄王之誠。弟王之度、王之紀、王之綱、王之惠。

## 延伸阅读
[在维基数据编辑]
 《明史卷二百二十》，出自《明史》

## 外部鏈接
- 明朝七卿年表

| 官衔          | 官衔                       | 官衔          |
| ------------- | -------------------------- | ------------- |
| 前任： 劉自強 | 明朝刑部尚書 1572年-1575年 | 繼任： 王崇古 |